# Močvirska preslica
Močvirska preslica (znanstveno ime Equisetum palustre) je strupena rastlina iz družine presličevk, ki je razširjena tudi v Sloveniji. 

## Opis
Ta trajnica zraste v višino med 10 in 50 centimetrov, izjemoma celo do enega metra. Kot vse preslice ima tudi močvirska dva ločena poganjka. Plodni poganjki so vednozeleni in so na videz podobni jalovim. Steblo je nažljebljeno in ima premer od 1 do 3 mm, običajno pa je sestavljeno iz 8 - 10, redkeje do 12 delov, ki so med seboj ločeni s kolenci. Iz vsakega kolena poganjajo tanke in razčlenjene zelene vejice, ki so razporejene v vretencih, ki jih obdajajo zobati in resasti rokavci. Spodnje vejice so temno rjave barve in precej krajše od tistih s sredine stebla. 
Močvirska preslica ima na vrhu zelenih poganjkov trosni klas, po čemer se najbolje loči od sorodne njivske preslice, ki je zdravilna.
Najbolje uspeva na hranljivih vlažnih ali močvirnatih humusnih ali glinastih tleh po vsej severni polobli. Ogroža jo premočno gnojenje, košnja ali osuševanje njenih rastišč. Pogosto uspeva celo v stoječi vodi. 

## Strupenost
Močvirska preslica vsebuje encim, ki uničuje vitamin B1, kar je lahko usodno za domače živali, še posebej za konje. Poleg tega vsebuje piperidinov alkaloid palustrin, ki je nevaren predvsem govedu. Strupeni učinki na ljudi niso znanstveno potrjeni, vendar se uporaba močvirske preslice v tradicionalni medicini odsvetuje.